# Cheesesteak
Um cheesesteak (também conhecido como Philadelphia Cheesesteak, Philly Cheesesteak, sanduíche cheesesteak, bife de queijo ou bife com queijo) é um sanduíche feito de pedaços finamente fatiados de bife e queijo derretido em um longo pão Hoagie Roll. Sendo um fast food regional popular, a franquia tem suas raízes na cidade americana de Filadélfia, na Pensilvânia.

## História
O Cheesesteak foi desenvolvido no início do século 20 "combinando carne frita, cebola e queijo em um pequeno pedaço de pão", de acordo com um catálogo de exibição de 1987 publicado pela Library Company of Philadelphia e a Historical Society of Pennsylvania.
Pat e Harry Olivieri, da Filadélfia, costumam ser creditados com a invenção do sanduíche, servindo bife picado em um pão italiano no início dos anos 1930. A história exata por trás de sua criação é debatida, mas em alguns relatos, Pat e Harry Olivieri originalmente eram donos de uma barraca de cachorro-quente e, em uma ocasião, decidiram fazer um novo sanduíche usando carne picada e cebola grelhada. Enquanto Pat comia o sanduíche, um motorista de táxi parou e se interessou por ele, então ele pediu um para si mesmo. Depois de comê-lo, o taxista sugeriu que Olivieri parasse de fazer cachorro-quente e se concentrasse no novo sanduíche. Eles começaram a vender essa variação de sanduíches de filé em sua barraca de cachorro-quente perto do mercado italiano de South Philadelphia. Eles se tornaram tão populares que Pat abriu seu próprio restaurante, que ainda existe até hoje como o Pat's King of Steaks. O sanduíche foi originalmente preparado sem queijo; Olivieri disse que o queijo provolone foi adicionado pela primeira vez por Joe "Cocky Joe" Lorenza, um gerente da localização da Ridge Avenue.
Os Cheesesteaks se tornaram populares em restaurantes e carrinhos de comida em toda a cidade, com muitos locais sendo empresas familiares de propriedade independente. Variações de Cheesesteaks agora são comuns em várias cadeias de fast food. Versões do sanduíche também podem ser encontradas em restaurantes sofisticados. Muitos estabelecimentos fora da Filadélfia referem-se ao sanduíche como "Philly Cheesesteak".

## Descrição

### Carne
A carne tradicionalmente utilizada é cortada em fatias finas de filé de costela (Rib-Eye) ou Lagarto, embora também sejam utilizados outros cortes de carne. Em uma frigideira levemente untada com óleo em temperatura média, as fatias de bife são rapidamente douradas e então misturadas em pedaços menores, com o uso de uma espátula plana. Fatias de queijo são colocadas sobre a carne, deixando-a derreter, e o pão é colocado em cima do queijo. A mistura é então recolhida com uma espátula e comprimida no pão, que é então cortado ao meio.
As adições comuns incluem cebolas salteadas, ketchup, molho picante, sal e pimenta-do-reino.

### Pão
Na Filadélfia, os Cheesesteaks são invariavelmente servidos em pães Hoagie Roll. Entre várias marcas de pães, talvez a mais conhecida seja a Amoroso's Baking Company; esses Rolls são longos, macios e ligeiramente salgados. Uma fonte escreveu que "um Cheesesteak adequado consiste em provolone ou queijo processado Cheez Whizz espalhado em um pãozinho Amoroso e recheado com carne grelhada bem raspada", enquanto uma carta de um leitor a uma revista de Indianápolis, lamentando a indisponibilidade de bons Cheesesteaks, escreveu que "a menção do pão da Amoroso trouxe lágrimas aos meus olhos." Depois de comentar nos debates sobre os tipos de queijo e sobre a escolha de "bife picado ou fatiado", a revista Risk and Insurance declarou que "a única coisa em que quase todos concordam é que tudo tem que ser empilhado em um pãozinho Amoroso fresco e assado localmente."

### Queijo

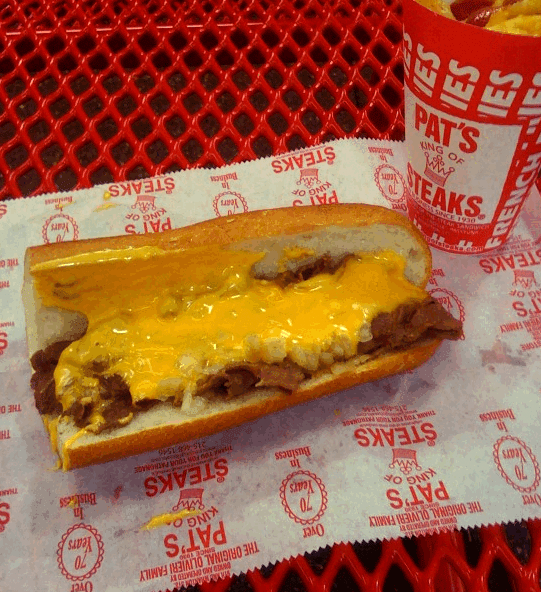
Um cheesesteak do Pat's King of Steaks com Cheez Whiz e cebolas

Os queijos (ou produtos baseados em queijo) mais utilizados nos Philly Cheesesteaks são o queijo americano, Cheese Whiz da Kraft Foods e provolone.
O queijo branco americano, juntamente com o queijo provolone, são os preferidos pelo seu sabor suave e consistência média. Alguns estabelecimentos derretem o queijo americano para obter a consistência cremosa, enquanto outros colocam fatias sobre a carne, deixando-as derreter levemente com o calor. Craig LaBan, crítico de restaurante do Philadelphia Inquirer, diz que "provolone é para aficionados, ultra caprichados para os mais exigentes entre eles." O dono do Geno, Joey Vento, disse que "sempre recomendamos o provolone. Esse é o verdadeiro queijo."
Cheez Whiz, comercializado pela primeira vez em 1952, ainda não estava disponível para a versão original de 1930, mas cresceu em popularidade. Um artigo de 1986 do New York Times chamou Cheez Whiz de "a condição sine qua non dos conhecedores de sanduíche de queijo". Em uma entrevista de 1985, o sobrinho de Pat Olivieri, Frank Olivieri, disse que usa "a pasta de queijo processada de forma familiar a milhões de pais que prezam a rapidez e a facilidade de preparar o almoço das crianças pelo mesmo motivo: é rápido". Cheez Whizz é "esmagadoramente o favorito" no Pat's, superando o vice-campeão americano em uma proporção de oito ou dez para um, enquanto Geno afirma abrir entre oito e dez caixas de Cheez Whizz por dia.
Em 2003, enquanto concorria à presidência dos Estados Unidos, John Kerry cometeu o que foi considerado uma grande gafe ao fazer campanha na Filadélfia e foi ao Pat's King of Steaks e pediu um Cheesesteak com queijo suíço.

## Variações
- Um Cheesesteak de frango é feito com frango em vez de carne bovina;[25]
- Um Cheesesteak de cogumelo é um Cheesesteak coberto com cogumelos;[26][27]
- Um Cheesesteak de pimenta é um Cheesesteak coberto com pimentão verde, cereja apimentada, pimentão longo ou pimentão doce;[14]
- Um Pizza Steak é um Cheesesteak coberto com molho marinara e queijo mussarela e pode ser torrado em uma grelha;[28]
- Um Cheesesteak Hoagie contém alface e tomate, além dos ingredientes encontrados no sanduíche de bife tradicional, e pode conter outros elementos geralmente servidos em um pão hoagie em um sanduíche submarino.[29]
- Um Cheesesteak vegano é um sanduíche que substitui bife e queijo por ingredientes veganos, como seitan ou cogumelos no lugar do bife, e queijo à base de soja.[30][31][32][33]
- Um Steak Milano é um Cheesesteak que contém tomates grelhados ou fritos e orégano[34]
- O The Heater é servido nos jogos de beisebol do Philadephia Phillies no Citizens Bank Park, assim chamado por ser uma variação apimentada, uma vez que é coberto com pimenta jalapeño, molho Buffalo e Cheddar Jalapeño.[35][36]